# Altube
Altube es una localidad del municipio de Zuya, en la provincia de Álava, País Vasco (España).

## Geografía
En la localidad se encuentra el puerto de Altube, a 638 metros de altitud por la carretera A-624 que comunica los valles de Ayala y Orozco con el valle de Zuya. También la localidad da nombre al puerto de montaña de la autopista Vasco-Aragonesa (AP-68), pese a estar más próximo a la localidad de Belunza.

## Despoblado
Forma parte de la localidad el despoblado de:
- Marazalda.[1][2]

## Historia
En Altube estuvo situada Marazalda, do son las nueve fuentes, citado ya en 1257 en carta del obispo Jerónimo Aznar. En 1338, a petición de pueblos de Zuya y Urcabustaiz, el rey Alfonso XI de Castilla y León aforó Monreal en Marazalda, dándole el Fuero de las Leyes y estableciendo el mercado semanal los sábados. Pronto quedó despoblado pues los vecinos fueron a poblar a Monreal de Murguía confirmando Enrique II de Castilla y León en 1372 los fueros anteriores pero solamente para la nueva villa.

## Demografía
| Gráfica de evolución demográfica de Altube entre 2000 y 2019 |
|                                                              |
| Población de derecho según los censos de población del INE.  |